# 恐竜土偶
恐竜土偶（きょうりゅうどぐう）とは一般にメキシコのアカンバロ(en:Acámbaro)で発見された土偶である。

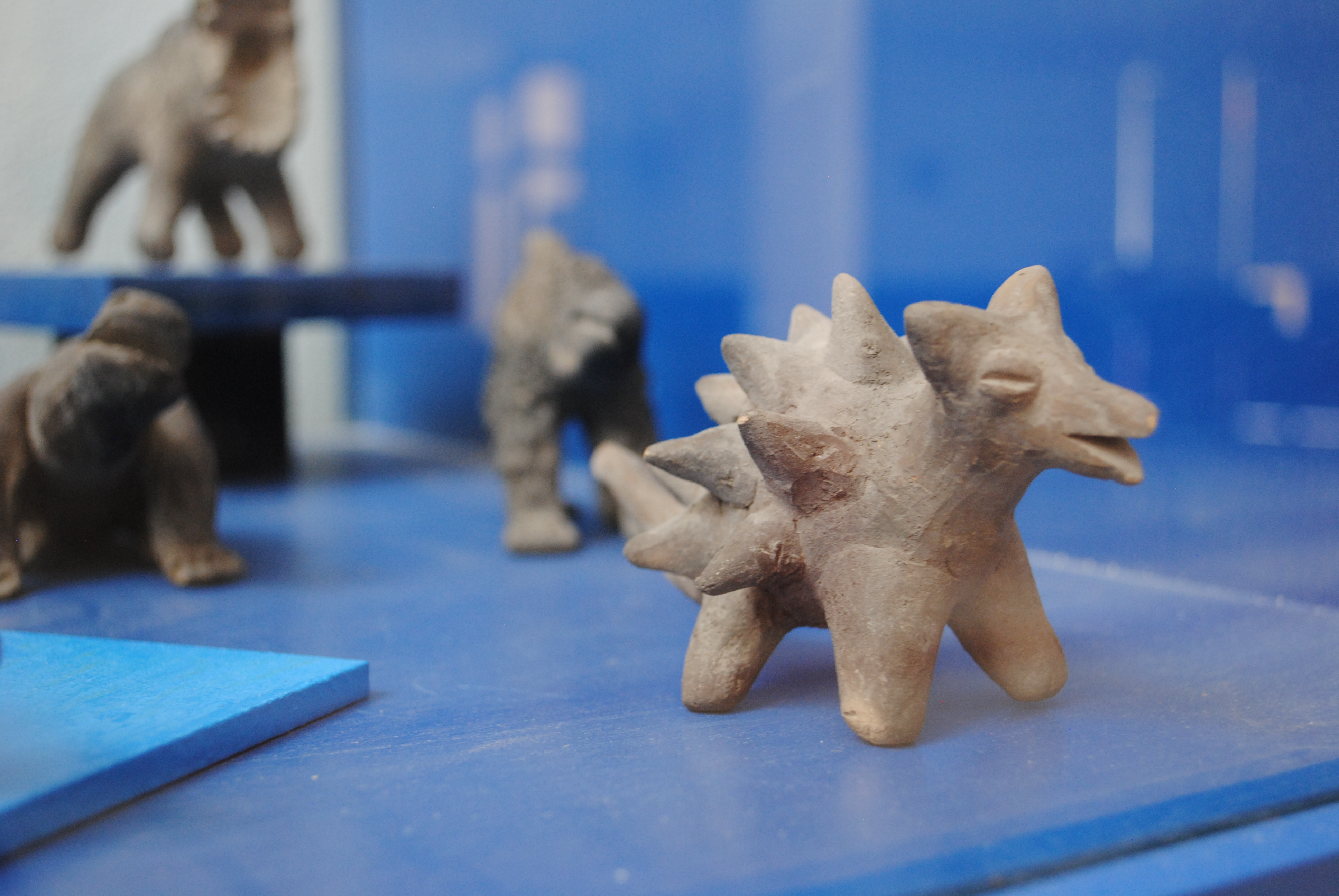
Muzeo Julsrud 19

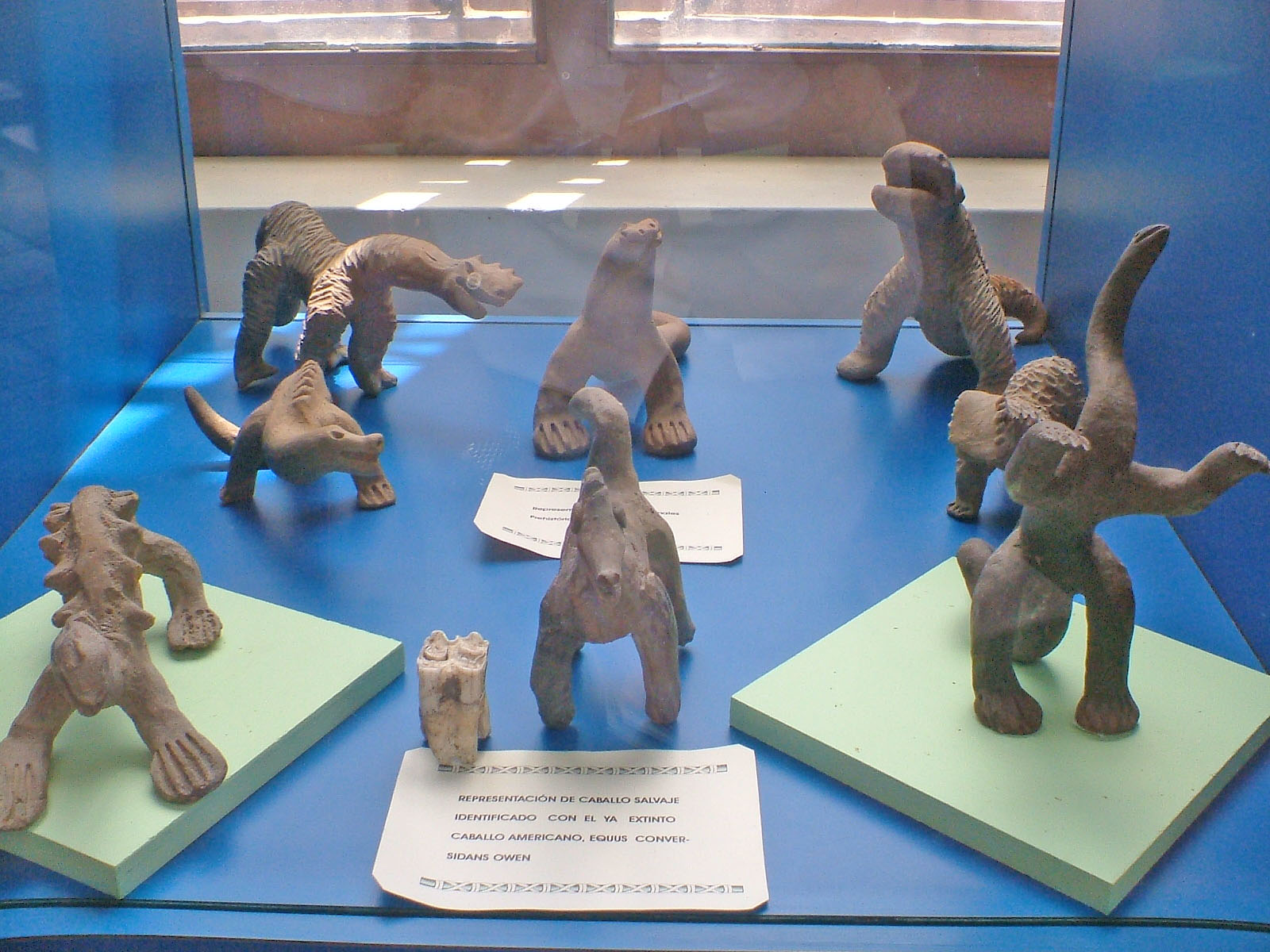

かつてはオーパーツとする説もあった。

## 概要
1945年7月、ドイツ人実業家ワルデマール・ユルスルート（en:Waldemar Julsrud）がアカンバロの町外れにある通称「牡牛山（ブルマウンテン）」の麓で奇妙な土器を発見した。
考古学マニアであったユルスルートは使用人のティナヘロとその息子に発掘を命じたが、土偶は日々大量に出土しその数は最終的には七年間で32,000体にものぼった。
2004年現在、これまでに発掘された土偶は37,000点以上に及ぶ。
ユルスルートは考古学的な調査が行われる事を期待していたが、考古学者チャールズ・ディ・ペソ(en:Charles C. Di Peso)によって捏造との指摘を受けた事に落胆し、1952年を境に土偶の収集を中止した。
しかし、ユルスルートの友人であった地質学者チャールズ・ハプグット(en:Charles Hapgood)教授（当時、ニューハンプシャー州キーン州立大)は1968年、土偶のサンプルを三種類用意してニュージャージー州の年代測定専門会社の研究所に調査を依頼し、C14法（ベータ線計数法）で測定したところ、紀元前1000年から紀元前4000年という結果が出たとされる。
翌年、ハプグットの友人である航空設計技師のアーサー・ヤング(ベル・ヘリコプター設計者)がペンシルベニア大学研究所に熱ルミネッセンス法での測定を依頼した所、こちらでは紀元前2500年±250年という結果が出たとされる。

## 計測
これらの年代測定は土偶が制作された年代を測定するものではなく、あくまで材料の年代を測定するものであるため、古い地層や土器などの土を利用して制作した場合は制作年代よりも古い測定結果が出る。熱ルミネッセンス法も、比較的低温で長時間熱を加えれば、古い時代をはじき出す。
ただ、ペンシルベニア博物館館長フロリック・レーニー博士は調査を依頼したアーサー・ヤングに対して「メキシコ考古学会の意見や真偽論争の結果がどうであろうと、土偶の年代の古さについては我々の研究所が責任を持って断言します。」と書簡を送っているが、根本的なところとして、長く埋められていた遺物には絶対に付着している土中塩類が、恐竜土偶には付着していなかったため、長く埋まっていたものではありえない。

## オーパーツ説の否定
アカンバロから発掘された恐竜土偶は、多数存在する土偶の中からたまたま恐竜に似ていたものを選び出して問題にしているだけではないかとの指摘もある。恐竜は6600万年前に絶滅しており、人類と共存した時期はない。
そのため恐竜を模した土偶がどのようにして作られたのかが議論の対象となっており、紀元前に恐竜の化石や爬虫類を観察して創造されたという説、更には人類と恐竜が共存した時代があったという説などを唱える人もいる。
しかし、土偶の造形の中には、例えばティラノサウルスがゴジラのように直立しているなど後の研究で間違いとされるようになった恐竜観に基づいたものや、半人半獣の象人間、ワニ人間や翼を持つ竜など、空想の産物としか考えられないものも多数存在している。
またアカンバロの遺跡を調査をした、考古学者のチャールズ・ディ・ペソ(Charles C. Di Peso)によって、未発掘だと言われている場所にあった明白な埋め戻しの跡が発見された。デイ・ペソは、ワルデマール・ユルスルートとその使用人、ティナヘロが捏造したものと考えた。一方、この埋め戻し跡は発掘作業中断時の現場保存用との主張もあるが、ティナヘロは「未調査の場所」だとディ・ペソに言ったらしい。

## 類似オーパーツ
これと似たような恐竜と人間の共存を示すとされるオーパーツにペルーのカブレラ・ストーンがあるが、これはBBCの取材で作り方や制作した人物が発覚したため、捏造であることが明らかになっている。